# El amor después del amor
| Críticas profissionais | Críticas profissionais |
| Avaliações da crítica  | Avaliações da crítica  |
| Fonte                  | Avaliação              |
| ---------------------- | ---------------------- |
| Allmusic               | [ 1 ]                  |

El Amor Después Del Amor é um álbum do cantor argentino Fito Páez, de 1992.
É, até hoje, o álbum mais vendido em toda a história do rock argentino, com mais de um milhão de cópias vendidas. Em 2007, o álbum figurou na 13a posição da lista dos 100 maiores discos do rock argentino pela Rolling Stone.

## História
O álbum teve seu título inspirado no estado sentimental de Páez à época. Suas canções foram compostas logo após o final de seu relacionamento com a também cantora Fabiana Cantilo e o começo de uma relação que duraria vários anos com a atriz argentina Cecilia Roth.
O álbum foi um sucesso de crítica e logo converteu-se, no disco mais vendido na história do rock argentino. Sua turnê lotou estádios e arrebatou multidões em mais de nove países, incluindo Cuba, onde foi o primeiro artista não-cubano a tocar na Plaza de la Revolución, diante de 50.000 pessoas.
A faixa-título recebeu uma versão em português pelos Paralamas do Sucesso, em seu disco Brasil Afora, de 2009.
Em 2012, em comemoração ao 20º aniversário do álbum, Fito saiu numa turnê mundial comemorativa chamada "XX Años Del Amor Después del Amor". O registro de um dos shows dessa turne deu origem a um álbum ao vivo.
Em 2023, um álbum com versões renovadas de todas as músicas e gravadas com convidados estelares foi lançado.

## Faixas
Todas as canções foram compostas por Fito Páez, exceto La Rueda Mágica, por Fito Páez e Charly García
| N.º            | Título                              | Compositor(es) | Composição Músical      | Duração |  |
| 1.             | "El Amor Después Del Amor"          | Fito Páez      | Fito Páez               | 5:10    |  |
| 2.             | "Dos Días En La Vida"               | Fito Páez      | Fito Páez               | 3:32    |  |
| 3.             | "La Verónica"                       | Fito Páez      | Fito Páez               | 5:55    |  |
| 4.             | "Tráfico Por Katmandú"              | Fito Páez      | Fito Páez               | 4:20    |  |
| 5.             | "Pétalo De Sal"                     | Fito Páez      | Fito Páez               | 2:43    |  |
| 6.             | "Sasha, Sissí Y El Círculo De Baba" | Fito Páez      | Fito Páez               | 4:33    |  |
| 7.             | "Un Vestido Y Un Amor"              | Fito Páez      | Fito Páez               | 3:18    |  |
| 8.             | "Tumbas De La Gloria"               | Fito Páez      | Fito Páez               | 4:33    |  |
| 9.             | "La Rueda Mágica"                   | Fito Páez      | Fito Páez/Charly García | 3:54    |  |
| 10.            | "Creo"                              | Fito Páez      | Fito Páez               | 4:43    |  |
| 11.            | "Detrás Del Muro De Los Lamentos"   | Fito Páez      | Fito Páez               | 4:30    |  |
| 12.            | "Balada de Donna Helena"            | Fito Páez      | Fito Páez               | 6:05    |  |
| 13.            | "Brillante Sobre el Mic"            | Fito Páez      | Fito Páez               | 4:08    |  |
| 14.            | "A Rodar mi Vida"                   | Fito Páez      | Fito Páez               | 4:44    |  |
| Duração total: | Duração total:                      | Duração total: | Duração total:          | 59:29   |  |

## Músicos
- Fito Páez: Voz, piano, guitarras e teclados
- Tweety González: Programação e órgão
- Ulises Butrón: guitarras
- Guillermo Vadalá: Baixo, e guitarra elétrica em La rueda mágica
- Daniel Colombes: Bateria

### Músicos convidados
- Fabiana Cantilo: Voz em "Dos Días En La Vida" e "Brillante Sobre el Mic"
- Mercedes Sosa: Voz em "Detrás Del Muro De Los Lamentos"
- Luis Alberto Spinetta: Voz, arranjos e guitarra em "Pétalo De Sal"
- Charly García: Voz en "La Rueda Mágica"
- Andrés Calamaro: Voz en "La Rueda Mágica" e "Brillante Sobre el Mic"
- Gustavo Cerati: Guitarra sampleada em "Tumbas de la gloria"
- Celeste Carballo: Voz em "Dos Días En La Vida"
- Claudia Puyo: Voz em "El Amor Después Del Amor"
- Fabián Gallardo: Voz em "Dos Días En La Vida"
- Osvaldo Fattoruso: Percussão
- Daniel Melingo: Clarinete em "Sasha, Sissí Y El Círculo De Baba"
- Ariel Rot: Guitarra em "A Rodar Mi Vida"
- Gabriel Carámbula: Guitarras em "Brillante Sobre el Mic"
- Antonio Carmona: Voz em "Tráfico Por Katmandú", cajón e palmas em "Detrás Del Muro De Los Lamentos"
- Chucho Marchand: Baixo em "Detrás Del Muro De Los Lamentos"
- Chango Farías Gómez: Cajón em "Detrás Del Muro De Los Lamentos"
- Lucho González: Guitarras e arranjos em "Detrás Del Muro De Los Lamentos"
- Carlos Narea: Palmas em "Detrás Del Muro De Los Lamentos"
- Carlos Villavicencio: Arranjos e direçõ de cordas
- Executado por The Gavin Wright´s (Orchestra London).

## Vendas e Certificações
| Ano  | Órgão | Certificação/Vendas | Vendas    |
| ---- | ----- | ------------------- | --------- |
| 1993 | CAPIF | diamante            | 700,000 + |

## Prêmios e honrarias

### Álbum
- A revista Rolling Stone Argentina colocou este álbum na posição n.º 13 da lista "los 100 mejores discos del rock argentino".[9]

#### Premio ACE (Asociación de Cronistas de Espectáculos)
| Ano  | Prêmio     | Indicação            | Álbum                    | Resultado | Ref.   |
| ---- | ---------- | -------------------- | ------------------------ | --------- | ------ |
| 1993 | Premio ACE | Melhor Disco de Rock | El amor después del amor | Venceu    | [ 10 ] |

### Canções
- 2002 - A música El Amor Después Del Amor, foi rankeada na 46ª posição entre Os 100 maiores hits do rock argentino pela Rolling Stone e MTV.[11]

#### Premio ACE (Asociación de Cronistas de Espectáculos)
| Ano  | Prêmio     | Indicação             | Canção                | Resultado | Ref.   |
| ---- | ---------- | --------------------- | --------------------- | --------- | ------ |
| 1993 | Premio ACE | Melhor Video Clip     | “Tumbas De La Gloria” | Venceu    | [ 10 ] |
| 1993 | Premio ACE | Melhor Canção de Rock | “Tumbas De La Gloria” | Venceu    | [ 10 ] |

## EADDA9223
EADDA9223 é o nome de um álbum musical do Fito Páez em homenagem aos 30 anos do álbum El Amor Después Del Amor, que teve todas as suas canções regravadas em versões renovadas e com convidados estelares.